# 斑鰭鱥
斑鰭鱥（学名：為輻鰭魚綱鯉形目雅羅魚科鱥屬的鱼类。分布于亞洲朝鲜以及鸭绿江等，為特有種，體長可達10.4公分，主要栖息于山涧小溪中，生活習性不明。该物种的模式产地在朝鲜。

## 扩展阅读
維基物種上的相關：斑鰭鱥